# Nicolas Raguenet
Nicolas-Jean-Baptiste Raguenet (* 1715; † 17. Mai 1793 in Gentilly bei Paris) war ein französischer Maler, der für seine Ansichten der Stadt Paris und besonders der Seineufer bekannt ist.
Er wurde als Sohn des Komödianten und Kunstmalers Jean-Baptiste Raguenet (1682–1755) und der Geneviève Murgues geboren. Nach seiner Ausbildung in der Académie de Saint-Luc unterhielt er gemeinsam mit seinem Vater im Zentrum von Paris auf der Île de la Cité eine Werkstatt für Stadtansichten.

## Werk
Raguenets Werke bestechen durch ihre hohe, fast fotografische Präzision, weswegen sie neben ihrer künstlerischen Qualität für die Dokumentation der Pariser Stadtgeschichte von unersetzlichem Wert sind. Das Musée Carnavalet kaufte im Jahr 1882 mehrere seiner Werke auf, mindestens zwei weitere Werke befinden sich im Musée du Louvre.
Das Gemälde Le Palais des Tuileries vue du Quai d’Orsay (1757) diente dem Maler Jean Lefeuvre (1882–1975), als Ende der 1950er Jahre der neue Franc geschaffen wurde, als Vorlage für die Rückseite der 10-Francs-Banknote.

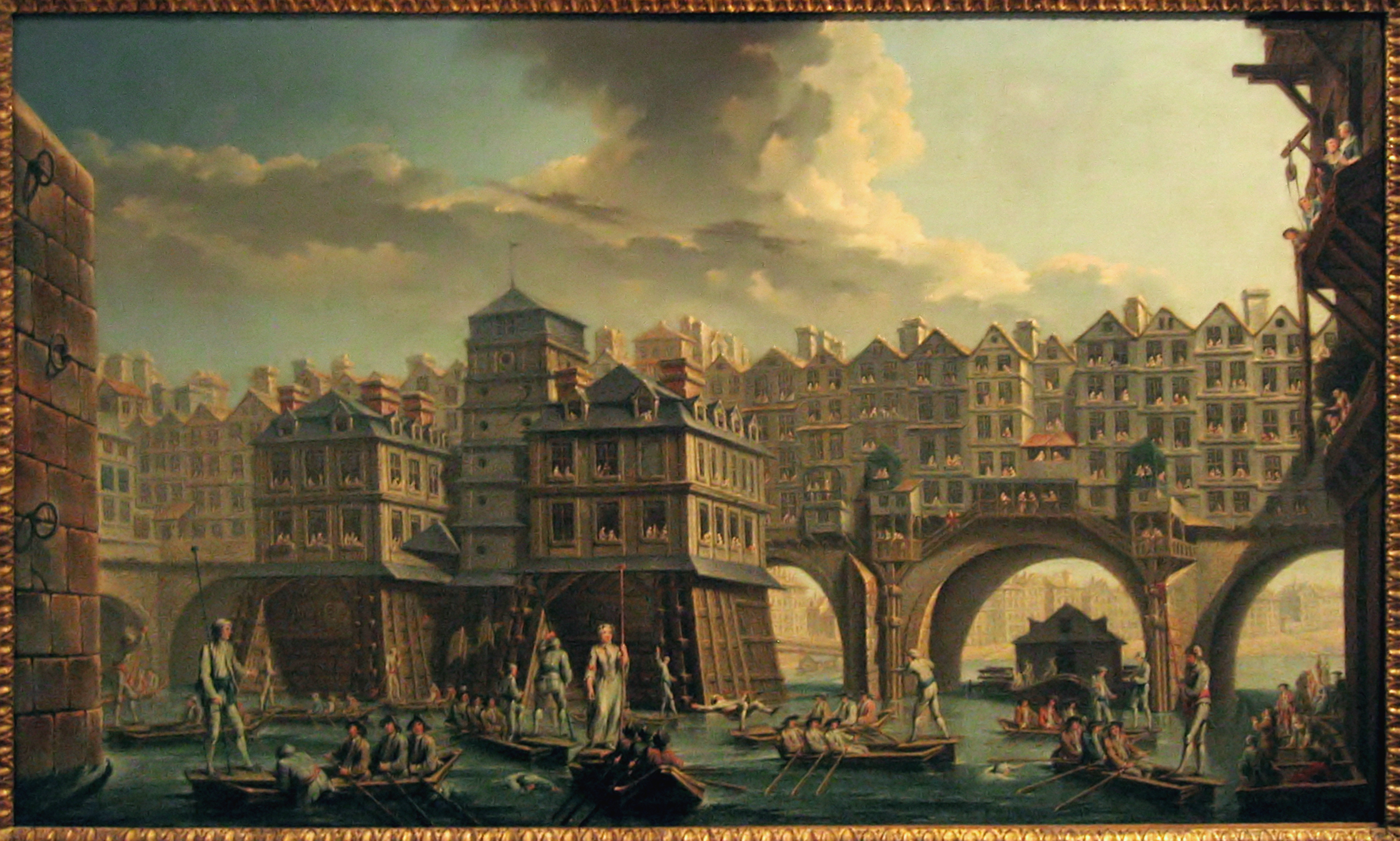
Raguenet: Das Stechturnier der Flussschiffer zwischen der Pont Notre-Dame und der Pont au Change, 1756, Paris, Musée Carnavalet

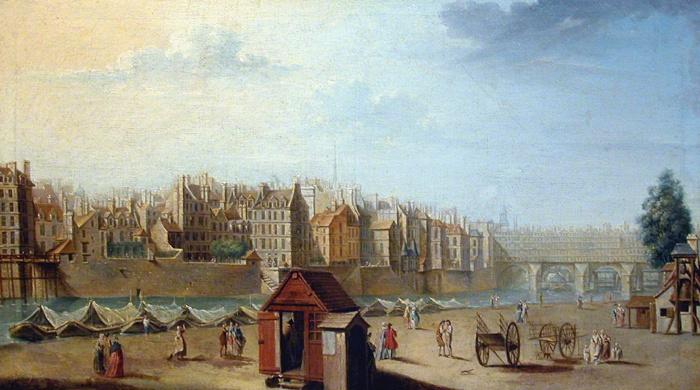
Raguenet: Der Getreidehafen und Domherrensiedlung Notre-Dame, 1753, Paris, Musée Carnavalet

### Werksauswahl
Motive der Stadt Paris (in ihren heutigen Grenzen)
- 1746: La Place de Grève et les décorations pour le feu d’artifice à l’occasion de la naissance de la princesse Marie-Thérèse, fille du Dauphin (Die Place de Grève und die Ausschmückungen für das Feuerwerk anlässlich der Geburt von Prinzessin Maria-Theresia, Tochter des Dauphins), Paris, Musée Carnavalet
- 1750: Vue de l’Archevêché, de Île Saint-Louis et du Pont de la Tournelle (Ansicht des erzbischöflichen Palastes, der Île Saint-Louis et du Pont de la Tournelle), Paris, Musée Carnavalet
- 1751: L’Hôtel de Ville et la place de Grève (Das Hôtel de Ville und der Place de Grève), Paris, Musée Carnavalet
- 1751: Le cabaret à l’Image Notre-Dame, sur la place de Grève (Das Kabarett à l’Image Notre-Dame, am Place de Grève), Paris, Musée Carnavalet
- 1752: Le Port Saint-Bernard vu de l’Arsenal (Der Hafen Saint-Bernard vom Arsenal gesehen), Paris, Musée Carnavalet
- 1753: Le Port au blé et le cloître Notre-Dame (Der Getreidehafen und die Domherrensiedlung Notre-Dame), Paris, Musée Carnavalet
- ???: Maisons du cloître Notre-Dame, donnant sur la rivière (Die am Fluss gelegenen Häuser der Domherrensiedlung Notre-Dame), um 1750/1760, Paris, Musée Carnavalet
- 1754: La Seine en aval du pont Neuf, à Paris (Die Seine flussabwärts von dem Pont Neuf in Paris), Öl auf Leinwand, Paris, Musée du Louvre
- 1755: Le pont Neuf et la Samaritaine, à Paris (Der Pont Neuf und die Samaritaine in Paris), Öl auf Leinwand, Paris, Musée du Louvre
- 1756: La joute des mariniers entre le pont Notre-Dame et le Pont-au-Change (Das Stechturnier der Flussschiffer zwischen der Pont Notre-Dame und der Pont au Change) Paris, Musée Carnavalet
- 1756: La grande galerie du Louvre, le Pont-Neuf et le collège des Quatre-Nations (Die große Galerie des Louvre, die Pont-Neuf und das Collège des Quatre-Nations), Paris, Musée Carnavalet
- 1757: La pointe est de l’Île Saint-Louis (Die Ostspitze der Île Saint-Louis), Paris, Musée Carnavalet
- 1757: Le Pont Marie et l’Île Saint-Louis (Die Pont Marie und die Île Saint-Louis), Paris, Musée Carnavalet
- 1757: Le Palais des Tuileries vu du quai d’Orsay (Der Tuilerienpalast, von der Seine gesehen), Paris, Musée du Carnavalet
- 1757: Le Quai et le village de Passy (Der Quai und das Dorf Passy), Paris, Musée Carnavalet
- 1757: Vue des hauteurs de Chaillot (Ansicht der Anhöhe von Chaillot)
- 1759: Le Pont-Neuf et le quai des Orfèvres (Die Pont-Neuf und der Quai des Orfèvres)
- 1760: Le Louvre et le Pont Neuf (Der Louvre und die Pont Neuf)
- 1772: L’Incendie de l’Hôtel-Dieu (Der Brand des Hôtel Dieu)
- 1777: Le Pont Neuf et la Samaritaine (Die Pont-Neuf und die Samaritaine)
- ???: L’Île Saint-Louis et le Pont Rouge vus de la Place de Grève (Die Île Saint-Louis und die Pont Rouge vom  Place de Grève aus gesehen), um 1750/60 Paris, Musée Carnavalet
- ???: Le Pont-Neuf, la Samaritaine et la pointe est de l’Île de la Cité (Die Pont-Neuf, die Samaritaine und die Westspitze der Île de la Cité), um 1750/60, Paris, Musée Carnavalet
- ???: Vue des Tuileries et du Pont-Royal (Ansicht der Tuilerien und der Pont-Royal)
- ???: L’Hôtel Bretonvilliers (Das Hôtel Bretonvilliers)
- ???: L’Arsenal (Das Arsenal)
- ???: L’Île Louviers (Die Île Louviers)
- ???: Vue des bords de la Seine aux environs de la Salpétrière oder Le Quai de la Salpétrière (Ansicht des Seineufers in der Umgebung der Salpétrière)

Andere Motive
- 1760: Vue de la Seine à Ivry (Ansicht der Seine bei Ivry)
- 1762: Le Château de Menars (Das Schloss Ménars), Auftrag der Marquise de Pompadour